# Меріленд (Нью-Йорк)
Меріленд (англ. Maryland) — місто (англ. town) в США, в окрузі Отсего штату Нью-Йорк. Населення — 1760 осіб (2020).

## Демографія
Згідно з переписом 2010 року, у місті мешкало 1897 осіб у 795 домогосподарствах у складі 522 родин. Було 1117 помешкань
Расовий склад населення:
| - 97,0 % — білих - 1,1 % — чорних або афроамериканців - 0,2 % — азіатів |

До двох чи більше рас належало 1,6 %. Частка іспаномовних становила 2,6 % від усіх жителів.
За віковим діапазоном населення розподілялося таким чином: 20,9 % — особи молодші 18 років, 60,9 % — особи у віці 18—64 років, 18,2 % — особи у віці 65 років та старші. Медіана віку мешканця становила 45,4 року. На 100 осіб жіночої статі у місті припадало 97,6 чоловіків;  на 100 жінок у віці від 18 років та старших — 96,2 чоловіків також старших 18 років.
Середній дохід на одне домашнє господарство  становив 57 697 доларів США (медіана — 48 700), а середній дохід на одну сім'ю — 66 399 доларів (медіана — 58 250). Медіана доходів становила 35 994 долари для чоловіків та 30 677 доларів для жінок. За межею бідності перебувало 17,8 % осіб, у тому числі 33,1 % дітей у віці до 18 років та 8,8 % осіб у віці 65 років та старших.
Цивільне працевлаштоване населення становило 953 особи. Основні галузі зайнятості: освіта, охорона здоров'я та соціальна допомога — 34,1 %, мистецтво, розваги та відпочинок — 13,2 %, роздрібна торгівля — 10,8 %, виробництво — 10,2 %.